# جاكلين أندرسون
جاكلين اندرسون (بالإنجليزية: Jacqueline Anderson)‏ مواليد 4 مارس 1975 في كليفلاند، أوهايو، الولايات المتحدة، هي ممثلة أمريكية بدأت مسيرتها الفنية عام 1995.

## روابط خارجية
- جاكلين أندرسون على موقع IMDb (الإنجليزية)
- جاكلين أندرسون على موقع قاعدة بيانات الفيلم (الإنجليزية)